# Homoneura tenera
Homoneura tenera is een vliegensoort uit de familie van de Lauxaniidae. De wetenschappelijke naam van de soort is voor het eerst geldig gepubliceerd in 1846 door Loew.